# Simplicio di Verona
Simplicio (fl. III secolo) è stato il terzo vescovo di Verona, secondo l'elenco riportato dal Velo di Classe, ed è venerato come santo dalla Chiesa cattolica.
Il nome ha origini latine, ma non si hanno notizie storiche sulla sua vita. Si ritiene che sia vissuto verso la fine del III secolo ed è stato descritto come "sapientissimo nelle cose umane e divine".
Alla sua morte, fu sepolto nella chiesa di San Procolo, ma successivamente, verso la fine del V secolo, le sue reliquie furono traslate nella chiesa di Santo Stefano, dove si trovano tuttora.
Nella stessa chiesa era presente una tela cinquecentesca, conosciuta come Madonna col Bambino tra i santi Giovannino, Girolamo, Francesco, Placidia, Mauro e Simplicio, del pittore veronese Nicola Giolfino che lo ritraeva, successivamente spostata al Museo di Castelvecchio.
Il suo nome venne inserito nel Martirologio Romano alla data del 20 novembre. Con la riforma del martirologio dopo il Concilio Vaticano II e la nuova edizione del 2004, il suo nome è stato omesso.